# Retinitis pigmentosa
La retinosis pigmentaria no es una enfermedad única, sino un conjunto de algunas enfermedades oculares denominados distrofia retiniana hereditaria (DRI), crónicas de origen genético y  carácter degenerativo que se agrupan bajo este nombre.  Se caracteriza por una degeneración progresiva de la estructura del ojo sensible a la luz, la retina, que poco a poco va perdiendo las principales células que la forman, los conos y los bastones. 
Produce como síntomas principales una disminución lenta pero progresiva de la agudeza visual que en las primeras etapas afecta predominantemente a la visión nocturna y al campo periférico, manteniéndose sin embargo la visión central.

## Sinónimos
Se la conoce con diversos nombres, principalmente retinosis pigmentaria y retinitis pigmentosa. La distrofia de conos y bastones se considera una variante de la enfermedad con algunas características especiales y mayor gravedad en su evolución.

## Epidemiología

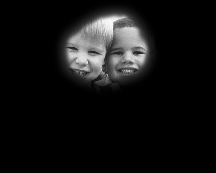
Visión en túnel por retinosis pigmentaria.

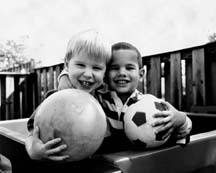
Visión normal. Cortesía de National Institutes of Health.

Afecta a una persona de cada 3700, aunque esta cifra es variable dependiendo del país y la región. Es la primera causa de ceguera de origen genético en la población adulta. Es más frecuente en los varones, siendo el 60 % de los enfermos varones y el 40 % mujeres.

## Causas
La causa de la enfermedad es genética, es decir se heredan unos genes anómalos que son los que a través de diferentes mecanismos no totalmente conocidos, acaban por producir la enfermedad. Se cree que estos genes anómalos producirán alteraciones en los receptores de proteína G de las células de la retina como los bastones. Sin embargo, al tratarse en realidad de diferentes trastornos agrupados bajo el mismo nombre, el número de posibles genes implicados es muy elevado, siendo muy variable el patrón hereditario. El 50 % de los pacientes no presenta ningún familiar conocido que padezca la afección. Además no todas las formas hereditarias tienen la misma gravedad ni igual evolución.

## Sintomatología
Las primeras manifestaciones suelen tener lugar en la infancia o la adolescencia y tienen carácter bilateral (afectan a los dos ojos). La enfermedad avanza de forma lenta y paulatina con el paso de los años.
Los síntomas principales en las primeras fases consisten en ceguera nocturna, la cual comienza a manifestarse como escasa capacidad de adaptación a la oscuridad o perdida de visión en lugares poco iluminados.  El campo visual se reduce progresivamente dando lugar a lo que se conoce como visión en túnel, el enfermo debe girar continuamente la cabeza para visualizar lo que se encuentra a su alrededor.
Con el paso del tiempo aparecen nuevos síntomas, como disminución de la agudeza visual, destellos de luz (fotopsias) y en las fases avanzadas dificultad para la percepción de colores y ceguera.

## Tratamiento
Aunque se está avanzando continuamente en el conocimiento de la enfermedad, las alteraciones genéticas que la causan y los mecanismos biológicos por los que se origina, no se ha conseguido ningún tratamiento eficaz.
Algunas de las esperanzas más radicales de cara al futuro se centran en la posibilidad de que pudiera realizarse un trasplante de retina. Actualmente no es posible debido a la complejidad del sistema ocular, pero se siguen realizando ensayos y pruebas en busca de una solución factible.